# 4-й Ждановский мост
4-й Ждановский мост — пешеходный металлический балочный мост-теплопровод через Ждановку в Петроградском районе Санкт-Петербурга, соединяет Петроградский и Петровский острова.

## Расположение
Расположен в створе Петровского переулка. 
Выше по течению находится мост Красного Курсанта, ниже — Мало-Петровский мост.
Ближайшие станции метрополитена —«Спортивная», «Чкаловская».

## Название
Название моста известно с 1984 года и связано с тем, что он является четвертым по времени постройки мостом через Ждановку.

## История
С начала XIX века на этом месте находился деревянный мост, который в 1836 году был перенесён выше по течению, на место существующего моста Красного Курсанта. В 1983—1984 годах по проекту инженеров А. А. Соколова, В. Е. Эдуардова и архитекторов В. М. Иванова, Ю. Г. Шиндина построен существующий мост.	 

## Конструкция
Мост однопролётный металлический балочный. Сварное пролётное строение состоит из двух балок с криволинейным очертанием нижнего пояса. Эти балки-стенки соединены поперечными связями. Под прохожей частью расположены трубы теплотрассы. Железобетонные, облицованные гранитом, монолитные устои расположены на свайных основаниях из свай-оболочек. Длина моста составляет 66,7 м, ширина — 2,7 м. 
Мост является пешеходным и коммуникационным переходом. Покрытие прохожей части моста асфальтобетонное. Перильное ограждение металлическое сварное, крайние секции перил заделаны в гранитные тумбы устоев. При входах на мост на гранитных тумбах установлены четыре металлических торшера с фонарями.